# Pethanaickenpalayam
Pethanaickenpalayam è una suddivisione dell'India, classificata come town panchayat, di 16.343 abitanti, situata nel distretto di Salem, nello stato federato del Tamil Nadu. In base al numero di abitanti la città rientra nella classe IV (da 10.000 a 19.999 persone).

## Geografia fisica
La città è situata a 11° 39' 52 N e 78° 29' 56 E.

## Società

### Evoluzione demografica
Al censimento del 2001 la popolazione di Pethanaickenpalayam assommava a 16.343 persone, delle quali 8.187 maschi e 8.156 femmine. I bambini di età inferiore o uguale ai sei anni assommavano a 1.852, dei quali 966 maschi e 886 femmine. Infine, coloro che erano in grado di saper almeno leggere e scrivere erano 9.872, dei quali 5.665 maschi e 4.207 femmine.